# Karine Amaya
Kariné Amaya Castro (Cabimas, Zulia, 19 de febrero de 1990) es actriz, presentadora de televisión y modelo, conocida por sus trabajos en obras como "Sin senos si hay paraíso", "Narcos", "La reina del Sur", y como presentadora a conducido programas como "La línea de la vida" y "Viajeros".

## Trayectoria

### Televisión
- 2016-2017 Menciones comerciales Programa día a día para Canal.
- 2017 "Bikers" para Canal 1.
- 2015 Cápsulas Reality on vacation Muy buenos días para RCN.
- 2014 Presentadora "Y tuit quien eres" para Canal 13 Colombia.
- 2013-2014 Presentadora "La línea de la vida" para RCN Colombia.
- 2012-2013 Presentadora "Viajeros" para RCN internacional TV Colombia.
- 2011 Presentadora "La casa de la fortuna" de Endemol-Alemania para RCN Colombia.
- 2010 Presentadora Principal "Enferiados" para Canal 1 Venezuela.
- 2009 Presentadora "Somos talento"para Inv. Venevisión Venezuela.
- 2009 Presentadora "Te ponemos en las buenas" para Inv .Venevisión.
- 2009 Presentadora "Fashion Factory" TeleN-Atel TV Venezuela.
- 2008-2009 Copresentadora "Escápate" TeleN-Atel TV.

### Cortometrajes / Novelas
- 2023 película "La sexóloga" [2]
- 2018 película "el que se enamora pierde" Take one producciones.
- 2017 Película "Loving Pablo" Dynamo producciones.
- 2017 Serie "Sin senos si hay paraìso" Fox telecolombia / Telemundo.
- 2017-2018 Serie web "TBT Sin límites" Canal Capital.
- 2016 Novela "Las Vegas" Vista producciones para RCN.
- 2015-2016 Novela "Venganza" Vista producciones para RCN.
- 2015 Serie "Narcos" para Netflix.
- 2014 Novela "Quien mato a Patricia Soler" Colombia.
- 2014 Novela "Tiro de gracia" para Caracol Colombia.
- 2011 Novela "La Reina del Sur" RTI para Telemundo Colombia.
- 2010 Cortometraje "Con la misma moneda" Colombia.
- 2009 Cortometraje "Un día en 8 horas" Venezuela.

### Radio
- 2009-2010 Moderadora Programa "Menú Nocturno" Urbe96.3 Venezuela.
- 2008 Moderadora Programa "MDN radio" Urbe96.3 Venezuela.

## Distinciones
- 2007 Concurso de Belleza "Reina de la Feria de la Chinita" Participante (Ganadora mejor piel).
- 2007 Concurso de Belleza "Sambil Model’s" Participante (Ganadora mejor rostro).